# 재한몽골학교
재한몽골학교(International Mongolia School)는 서울특별시 광진구에 있는 몽골인을 위한 외국인학교이다. 현재 초등학교부터 고등학교까지의 과정을 운영하고 있다. 한국 학력 인정과 몽골 학력 인정을 동시에 받을 수 있다.

## 연혁
- 1999년 : 개교